# 上台增六
天貓座36，又名BD+43 1893，HD 79158、SAO 42759、HR 3652，是天貓座的一颗恒星，视星等为5.32，位于銀經177.86，銀緯43.61，其B1900.0坐标为赤經9h 7m 15.9s，赤緯+43° 43.61′ 48″。